# 和歌山県立笠田高等学校
和歌山県立笠田高等学校（わかやまけんりつ かせだこうとうがっこう）は、和歌山県伊都郡かつらぎ町に所在する公立の高等学校。

## 設置学科
- 普通科
- 総合ビジネス科
- 情報処理科

## 沿革
- 1927年4月11日 - 笠田町立笠田高等家政女学校として開校。
- 1940年 - 県立に移管され、和歌山県立笠田高等家政女学校となる。
- 1942年 - 和歌山県立笠田高等女学校となる。
- 1948年 - 学制改革によって和歌山県立笠田高等学校となる。
- 1966年 - 家庭科を廃して普通科と商業科の編成となる。
- 1970年 - ソフトボールで国体優勝（1972年にも優勝）。
- 1976年 - 火災により木造校舎を焼失。
- 1978年 - 陸上競技（ハンマー投）とソフトボールでインターハイ優勝。
- 1989年 - 商業科を廃して会計科・情報処理科を設置。
- 2003年 - 会計科を廃して総合ビジネス科を設置。

## 出身者
- 小林稔侍 - 俳優。かつらぎ町観光大使。
- 溝端淳平 - 俳優。
- 平野博文 - 政治家。第77代内閣官房長官。第16代文部科学大臣。
- 門博文 - 政治家、衆議院議員、国土交通大臣政務官、ウナギ料理店「峠のうなぎ 美しま」店主。
- 門三佐博 - 和歌山県議会議員。
- 亀岡利行 - ミュージシャン。和歌山県を主体に活動していた音楽デュオ、ウインズの元メンバー。
- 潰滝大記 - 長距離陸上選手

## 所在地
- 〒649-7161 和歌山県伊都郡かつらぎ町笠田東825
- 最寄り駅 - JR和歌山線・笠田駅
- 校舎は「睦ヶ丘」と呼ばれる丘の上に有り、文化祭・体育祭はこの丘の名から「睦ヶ丘祭」となっている。